# منطق شهودی
منطق شهودی یا منطق شهودگرایی یک نظام منطقی است که تنها آن دسته از گزاره‌هایی که در شهودگرایی ریاضی درست دانسته می‌شوند را می‌پذیرد. منطق شهودی از حذف برخی گزاره‌ها از منطق کلاسیک قابل حصول است؛ مهم‌ترین این گزاره‌ها اصل طرد شق ثالث و قانون نقیض مضاعف هستند که با حذف آن‌ها امکان استفاده از برهان‌های خلفی که در آن‌ها از اصل سلب مضاعف استفاده شده باشد وجود نخواهد داشت.
آرند هیتینگ این نظام منطقی را در سال ۱۹۳۰ میلادی پایه‌گذاری کرد.

### مآخذ
- «اصطلاحات». ذهن (۱۵): ۲۲۹–۲۳۶. ۱۳۸۲. دریافت‌شده در ۲۰۱۵-۰۳-۰۹.